# Vicente Ferrer
Pour les articles homonymes, voir Ferrer.
Vicente Ferrer, né le 9 avril 1920 à Barcelone et mort le 19 juin 2009 à Anantapur en Andhra Pradesh (Inde), est un ancien prêtre jésuite espagnol, missionnaire en Inde et très actif dans le domaine socio-éducatif.

## Biographie
Il est considéré en Catalogne comme une des personnes ayant le plus grandement contribué à l'aide au développement du tiers monde. Il a été principalement actif en Inde, pays qu'il a découvert en 1952 comme missionnaire jésuite et où il a lancé plusieurs projets humanitaires, d'abord au Maharashtra puis en Andhra Pradesh.
En 1969, il crée l'organisation qui porte son nom avec son épouse, Anne Perry, une journaliste anglaise. Cette ONG est aujourd'hui active dans de nombreux villages du district d'Anantapur, l'un des plus pauvres de l'État d'Andhra Pradesh (sud-est de l'Inde). Selon le site Internet de la Fondation Vicente Ferrer, l'ONG avait pris à sa charge, à la fin 2007, l'éducation de plus de 120 000 enfants, aidé plus de 60 000 femmes et porté assistance à plus de 15 000 handicapés.

## Reconnaissance publique
- Vicente Ferrer a reçu en 1998 le prix Princesse des Asturies de la Concorde.
- Il reçoit en 1999 la Creu de Sant Jordi, distinction décernée par la Generalitat de Catalogne.